# Bernd Eichinger
Bernd Eichinger (11. april 1949 – 24. januar 2011) var en tysk filminstruktør og -producer.
Eichinger blev født i Neuburg an der Donau i Bayern. Han læste på universitet for TV og film i München (Hochschule für Fernsehen und Film München) i 1970'erne, og købte en aktieandel i det nystartede filmstudie Neue Constantin Film i 1979, og blev dermed dets administrerende direktør. Under hans ledelse blev Constantin Film ét af de mest succesfulde i den tyske filmbranche. Fra 2005 var han formand for bestyrelsen, og ejede en betydelig andel af firmaet. Eichinger producerede også film på egen hånd (for eksempel Der Untergang, 2008). Eichingers seneste film omhandler den venstreekstremistiske terrororganisation Rote Armee Fraktion (RAF), baseret på Stefan Austs bog Der Baader Meinhof complex.

Eichinger var siden 2006 gift med forfatterinden Katja Hofmann. Hans datter TV studieværten  Nina Eichinger nedstammer fra en tidligere forbindelse med Sabine Eichinger. De var ikke gift, men havde tilfældigt det samme efternavn.
Eichinger døde af et hjerteanfald den 24. januar 2011 i Los Angeles.

## Filmografi (udvalg)
- 1981 Christiane F. (producent)
- 1983 Den uendelige historie (producent)
- 1986 Rosens navn (producent)
- 1993 Åndernes hus (producent)
- 1997 Frøken Smillas fornemmelse for sne
- 2004 Der Untergang (drejebog og producent)
- 2006 Parfumen - Historien om en morder  (drejebog og producent)
- 2008 Baader-Meinhof komplekset (drejebog og producent)
- 2010 Resident Evil: Afterlife (producent)